# Yuridia
Yuridia Francisca Gaxiola Flores, nota semplicemente come Yuridia (Hermosillo, 4 ottobre 1986), è una cantante messicana.
Si fece conoscere in Messico nel 2005 grazie alla partecipazione alla quarta edizione del talent show La Academia trasmesso dalla TV messicana TV Azteca. Yuridia riuscì ad arrivare al secondo posto in quella competizione (nonostante fosse la favorita alla vigilia della finale). Ad ogni modo, Yuridia è la sola di quell'edizione ad avere raggiunto un successo consolidato, arrivando addirittura a diventare l'unica donna negli ultimi quindici anni che sia riuscita in Messico a vincere un doppio disco di diamante per la vendita di un milione di copie di un album. In circa undici anni di carriera è riuscita a vendere più di 4.000.000 di dischi principalmente tra Messico, Stati Uniti e parte del Centroamerica.

## Biografia
Yuridia è nata a Hermosillo, nello Stato messicano di Sonora (Messico nordoccidentale, a circa 150 chilometri dal confine statunitense) dai genitori Genaro Gaxiola, musicista, e Olimpia Flores. Oltre a lei i suoi genitori hanno avuto altri due figli maschi più piccoli. Quando Yuridia aveva 8 anni, la famiglia si è trasferita a Mesa, un sobborgo di Phoenix in Arizona, e lei considera quest'ultima città come la sua vera casa. Fu proprio il padre a tramandare alla figlia la passione per la musica e a intuirne le doti e il talento. Papà Gaxiola portava spesso la figlia a dei piccoli concorsi canori organizzati nello Stato dell'Arizona e le faceva registrare dei demo di alcune canzoni di musica popolare messicana. Quando Yuridia aveva 18 anni, Genaro Gaxiola vide una pubblicità sul canale Azteca América dove veniva annunciato un casting per il programma La Academia. Ne parlò con la figlia la quale decise di partecipare al casting organizzato nella città di Los Angeles. Alla fine Yuridia fu dapprima scelta per partecipare al casting finale a Città del Messico e infine venne selezionata per partecipare al programma vero e proprio. Per questo motivo Yuridia dovette lasciare le scuole superiori all'ultimo anno.

## Carriera

### La Academia
Yuridia raggiunse la fama a 18 anni, all'interno del reality show "La Academia" trasmesso da TV Azteca comparendo in video per la prima volta il 28 febbraio 2005. Poco a poco si rivelò come la miglior voce dei partecipanti di quel programma. All'interno dello show cantò tra le altre canzoni di Shakira, Julieta Venegas, Robbie Williams e anche Cosas de la vida (versione spagnola di Cose della vita di Eros Ramazzotti) e Maldita primavera (cover della versione spagnola di Maledetta primavera originalmente cantata in italiano da Loretta Goggi). All'interno del programma Yuridia ricevette sempre lodi e commenti molto positivi da parte dei giudici per il suo innato talento vocale, cosa che le fece ottenere enormi consensi anche da parte del pubblico che la sostenne permettendole di arrivare fino alla finale del programma.
Il 3 luglio 2005 fu il giorno della sfida finale della competizione che ebbe luogo a Monterrey. La vittoria andò ad Erasmo, con Yuridia che si classificò seconda. Questo le permise di vincere un premio di 1.500.000 pesos (circa 100.000 € dell'epoca), un'automobile e un contratto discografico con la Sony BMG.
Dal punto di vista della vita privata è da ricordare che all'interno de "La Academia" Yuridia si legò sentimentalmente al suo collega-concorrente Édgar Guerrero.

### La voz de un ángel
Nel successivo mese di agosto uscì il primo album di Yuridia; come titolo venne adottato lo pseudonimo che il pubblico aveva scelto per la cantante, ossia La voz de un ángel (La voce di un angelo). L'album in realtà si compone di un CD e di un DVD e in sostanza contiene i vari brani cantati da Yuridia durante la partecipazione a La Academia. Secondo i dati dell'AMPROFOM (la FIMI messicana), l'album divenne disco d'oro (allora 50 000 copie) a tre settimane dall'uscita e solo una settimana dopo era già disco di platino (allora 100 000 copie). Alla fine Yuridia con questo disco vinse il disco di diamante. L'album rientrò in classifica addirittura nel 2009, a quattro anni dall'uscita. Avendo sommato 126 settimane nella top ten, La voz de un ángel può essere considerato uno degli album di maggior successo degli ultimi dieci anni nel panorama discografico messicano. Il primo singolo fu Ángel, versione spagnola della canzone Angel di Robbie Williams. Il singolo fu un successo istantaneo in tutte le radio messicane e del resto del Centroamerica. Poco dopo iniziò il tour internazionale de La Academia con gli altri partecipanti di quella edizione.
Nel dicembre 2005 alla fine della suddetta tournée internazionale de La Academia all'Auditorio Nacional di Città del Messico, Yuridia ricevette la spiacevole notizia che suo fratello affetto da distrofia muscolare si trovava in gravi condizioni di salute all'ospedale di Phoenix, in Arizona. Morì pochi giorni dopo e questa tragedia ebbe ovvie ripercussioni sullo stato d'animo della cantante. Riuscì comunque a partecipare al concerto di Natale de La Academia.
All'inizio del 2006 TV Azteca organizzò un nuovo programma televisivo intitolato Desafío de estrellas (sfida di stelle), un altro talent show dove si riunivano vari alunni delle fino ad allora quattro edizioni de La Academia, oltre ad arti artisti estemporanei appoggiati da TV Azteca. Le aspettative su Yuridia erano enormi e lei non deluse le attese, tanto che le sue sette esibizioni ricevettero critiche celebrative dai critici ospiti del programma. Tuttavia durante la quinta puntata ci fu un piccolo malinteso: uno dei critici accusò Yuridia di prendere in giro due suoi colleghi durante la loro esibizione, ma lei rispose che non stava prendendo in giro nessuno, stava semplicemente accennando con le labbra la canzone che stavano cantando perché è tra le sue favorite. Ad ogni modo questo momento di tensione diventò come il cacio sui maccheroni per Eva Borja, la produttrice di Desafío de estrellas. Per aumentare l'audience del programma, mise in giro la voce, facendo in modo che ne parlassero anche gli altri spettacoli di TV Azteca, che Yuridia non si stava più presentando alle prove del programma e che non si sapeva più niente di lei. In realtà le cose non stavano così, perché Yuridia partecipò regolarmente alla sesta e settima puntata dello show. Per quanto riguarda invece l'ottava e ultima puntata della trasmissione, Yuridia vi rinunciò pochi giorni prima della messa in onda. Per questo motivo i quattro critici ospiti decisero di squalificarla. Le ragioni di quell'abbandono non furono mai ben chiarite, ma si suppone che fossero problemi di salute.
Nel successivo mese di marzo trovarono conferma le voci che volevano Yuridia in uno stato di condizione non ottimale sia dal punto di vista fisico che psicologico. Il pensiero della morte del fratello era ancora fresco e, oltre tutto, Yuridia scoprì di essere rimasta incinta (la relazione con Guerrero proseguì anche dopo il termine de La Academia). In questo stato Yuridia si ritirò per qualche mese dalle scene, dato che non sarebbe riuscita a sostenere concerti e interviste.
Nel maggio del 2006 Yuridia era lanciata per la registrazione del suo primo disco di inediti e trascorse una settimana a Madrid con il famoso produttore spagnolo Rafael Pérez Botija, il quale aveva scritto per lei una serie di canzoni. Alla fine però non se ne fece più nulla: ufficialmente non sono note le ragioni della rinuncia da parte di Yuridia, ma anche qui si sospetta che la ragazza, ritrovandosi a 19 anni incinta e lontanissima da casa, non se la sentì di affrontare un progetto così ambizioso. Si fecero illazioni sui presunti tentativi di manipolare la carriera della figlia da parte di Genaro Gaxiola, padre nonché manager di Yuridia. Anche a questo rispose la cantante a fine 2008, dicendo che si trattava appunto di suo padre e quando un padre vede la propria figlia a disagio, se qualcuno l'attacca o pensa che qualcuno vuole ferirla in qualche modo, ovviamente interviene.
In seguito Yuridia avrebbe raccontato che la gravidanza fu vissuta con poca serenità a causa dell'assidua presenza di paparazzi vicino a casa sua. Nonostante ciò e malgrado la sua rinuncia all'album di inediti, volle comunque lavorare per pubblicare un nuovo album, sempre composto da cover. Ottobre fu un mese impegnativo per Yuridia: il 3 uscì l'album di Carlos Rivera, vincitore de La Academia nel 2004, contenente la canzone En el amor no se manda in duetto con Yuridia. Poi, in soli due giorni, dapprima il 29 ottobre 2006 nacque suo figlio che venne chiamato Phoenix, per via della passione nutrita dalla cantante nei confronti dell'attore portoricano Joaquín Phoenix. Due giorni dopo uscì il suo secondo album Habla el corazón.

### Habla el corazón
Il 31 ottobre 2006 venne lanciato l'album Habla el corazón (Parla il cuore) in Messico, sempre sotto egida Sony BMG. Si tratta di un album composto esclusivamente da adattamenti in spagnolo di canzoni in inglese (eccetto The rose che è stata ricantata in inglese). Nel disco Yuridia riesce a far emergere ancora di più le proprie qualità vocali impegnandosi in canzoni di stili diversi. Già durante il primo giorno di vendita il disco raggiunse le 100 000 copie vendute ottenendo così il disco di platino.

### Entre mariposas
Durante la prima metà del 2007 si ruppe la relazione tra Yuridia ed Édgar Guerrero. Molta stampa racconta che lui avrebbe voluto che Yuridia lasciasse la sua carriera per essere mamma a tempo pieno, o perfino che lui in pratica avrebbe approfittato della fama di Yuridia per aiutarsi nella propria carriera. Addirittura vennero ipotizzati episodi di violenza, che però Yuridia ha negato.
Nello stesso periodo del 2007 si dedicò a promuovere Habla el corazón in tutto il Messico ed ebbe anche il tempo di partecipare al quinto anniversario de La Academia. Tuttavia il lavoro più importante era la preparazione del suo terzo album, il primo composto esclusivamente da canzoni inedite e in cui, tra l'altro, avrebbe collaborato alla stesura dei testi di alcuni pezzi. L'album verrà intitolato Entre mariposas (Tra farfalle) e il lancio avvenne il 15 novembre 2007. In termini di vendita l'album vende circa 500 000 copie, un numero superiore rispetto all'album precedente. Nell'album figurano come autori Yuridia stessa, suo padre Genaro Gaxiola, Noel Schajris (ex componente del disciolto duo Sin bandera), Mario Domm (leader del gruppo messicano Camila) e anche altri autori. La stampa ha strumentalizzato questo sodalizio artistico con Domm, facendo illazioni su una possibile storia sentimentale tra Domm e la cantante. Effettivamente Yuridia e Domm si legarono sentimentalmente proprio in quel periodo.
Nel 2008 Sony BMG lancia una compilation chiamata Yuridia remixes, una serie di canzoni presenti in album precedenti remixate da diversi DJ.
A fine 2008 Yuridia rilasciò un'intervista alla trasmissione messicana Ventaneando di TV Azteca, dove chiarì alcuni punti in merito alle illazioni pubblicate su di lei dalla stampa fino ad allora. Ad esempio chiarì che i presunti rapporti tesi tra lei e TV Azteca in realtà sono solo una visione differente di alcuni aspetti professionali. Ad esempio ci sono dei cantanti che accettano di recitare nelle telenovela, lei invece no. Nella stessa intervista, Yuridia ha confermato che non stava più insieme con Mario Domm, ma che non era in discussione l'ammirazione nei confronti di un amico e musicista così talentuoso.
All'inizio del 2009 il terzo singolo dell'album Entre mariposas, ossia En su lugar, venne scelto come sigla della telenovela di TV Azteca denominata "Secretos del alma", cosa che contribuì notevolmente a decretare il successo della canzone.
Tra aprile e giugno 2009 Yuridia è in tour per tutto il Messico. Il 16 maggio ha fatto il tutto esaurito all'Auditorio Nacional di Città del Messico, accompagnata anche da ballerini ed esibendosi tra l'altro in un duetto con il già citato Noel Schajris. Il pericolo di annullamento di alcune date dovuto alla pandemia influenzale del 2009 (chiamata colloquialmente influenza suina) è stato scongiurato. Dato il successo della data del 16 maggio, è stata organizzata all'Auditorio Nacional una replica per il 13 giugno. In questi concerti si è esibita tra l'altro interpretando Sweet dreams degli Eurythmics, Material girl di Madonna e Beat it di Michael Jackson.

### Nada es color de rosa
All'inizio del mese di luglio 2009 Yuridia ha registrato in Messico una canzone con il giovane duo italiano dei Sonohra; il titolo della canzone è Todas las noches.
Il 29 luglio 2009 è stato lanciato in Messico il primo singolo Irremediable. L'album è invece uscito in Messico circa due mesi dopo, il 29 settembre 2009. È il quinto album ufficiale di Yuridia (il quarto se si esclude l'album di remix) ed è il secondo composto da canzoni inedite. Il titolo dell'album è Nada es color de rosa (che in italiano corrisponde più o meno alla frase "niente è roseo"). Il produttore dell'album è Ettore Grenci, un musicista italiano trapiantato in Messico. Oltre all'album, in esclusiva per iTunes la cantante ha lanciato una canzone non inclusa nell'album: la canzone s'intitola Me faltas tú.
L'album ha subito raggiunto dei buoni risultati balzando al primo posto della classifica AMPROFON dopo sole due settimane dal lancio. Il disco era già disco d'oro (40 000 copie vendute) dopo cinque settimane e disco di platino (80 000 copie vendute) dopo 10 settimane. Per la scelta del secondo singolo era stato lanciato un sondaggio sul canale ufficiale della cantante su YouTube, tuttavia nella seconda metà di dicembre 2009 lo stesso sito ha pubblicato la notizia per cui come secondo singolo, su pressione delle radio, è stato scelto Me olvidarás.
Il video di Me olvidarás venne girato il 21 febbraio 2010 in un locale di Città del Messico. Nel video Yuridia interpreta una cantante degli anni quaranta dapprima e una cantante dei giorni nostri nella parte finale.
Nella prima parte del 2010 viene annunciata l'apertura da parte di Yuridia di un account su Twitter, ossia yuridiacolibri.
Durante la prima parte del 2010 Yuridia ha continuato a promuovere il proprio disco tendenzialmente in Messico e negli Stati Uniti. Anche se non è stato organizzato un vero e proprio tour, Yuridia si è esibita in numerosi concerti in varie città e anche in qualche studio televisivo. Nel mese di giugno 2010 è stata resa ufficiale la notizia secondo cui la canzone Contigo sarebbe diventata il terzo singolo tratto dall'album Nada es color de rosa. Si è trattato solo di un singolo radiofonico, ossia senza essere commercializzato separatamente dall'album.
Il quarto singolo dell'album venne invece lanciato il 19 ottobre 2010: la canzone scelta fu No me preguntes más.
Il 21 novembre seguente Yuridia si esibì ancora una volta all'Auditorio Nacional di Città del Messico ottenendo ancora un grande successo.

### Il 2011
L'8 febbraio 2011 viene lanciato un duetto tra Yuridia e il cantante statunitense di origine dominicana Toby Love (ex solista del gruppo Aventura, quelli del famoso tormentone Obsesión). La canzone si chiama Quizás, che, visto il tipo di duetto, non poteva che essere una bachata. La canzone viene lanciata su iTunes e fa parte dell'album La voz de la juventud di Toby Love.
Successivamente Yuridia rivela su Twitter che si stava mettendo in moto la macchina organizzativa per la preparazione del suo nuovo album. Sempre tramite lo stesso social network, Yuridia rivela, non senza sorpresa da parte dei fan, di essere tornata insieme a Mario Domm.
Il 5 marzo viene svelato il nome del produttore del quinto album di Yuridia: si tratta di Armando Ávila, figura che ha collaborato con artisti di spicco quali Belanova, RBD, La Quinta Estación e anche altri. La registrazione dovrebbe partire nel mese di luglio 2011.
Il 22 marzo viene lanciato un altro duetto che vede impegnata Yuridia con il cantante Reyli: il titolo della canzone è ¿Qué nos pasó?, pezzo incluso nell'album di Reyli Bien acompañado.
Nell'ultima parte del mese di giugno 2011 Yuridia chiude all'improvviso e senza spiegazioni il suo account yuridiacolibri su Twitter. Secondo alcune indiscrezioni, pare che la cantante sia stata oggetto di numerosi insulti nell'ultimo periodo da parte di alcuni utilizzatori del social network, cosa che l'ha convinta a chiudere l'account a discapito dei propri fan.

### Dal 2012 al 2014:Para mí
Il quinto album di Yuridia si è fatto attendere più del previsto. Secondo le indiscrezioni l'album sarebbe dovuto uscire a settembre 2011, invece l'uscita fu spostata di tre mesi. A fine ottobre uscirono le prime notizie ufficiali secondo cui, coi fan presi totalmente in contropiede, il quinto album di Yuridia sarebbe stato un altro album di cover, analogamente ai primi due. Il 31 ottobre venne lanciato il brano Ya te olvidé, un vecchio successo del 1988 della cantante spagnola Rocío Dúrcal. Il brano ha raccolto riscontri positivi nella critica per via del grande impatto emotivo dovuto all'intensità vocale che Yuridia è riuscita ad imprimere al pezzo. L'album, intitolato semplicemente Para mí, è poi uscito in Messico il 6 dicembre 2011 e contiene varie cover di canzoni famose in Messico (tutte sconosciute al pubblico italiano).
L'album è stato certificato triplo Disco di Platino all'inizio di febbraio 2012 per le 180 000 copie vendute.
A gennaio 2012, Yuridia è anche tornata a scrivere su Twitter con un nuovo account, @FloresYuridia.
Il 2012 è un anno che Yuridia consacra ai concerti: Yuridia ha cantato in molte città messicane e da settembre sono previsti vari show anche negli Stati Uniti.
Il 29 febbraio 2012 viene lanciato il secondo singolo dell'album, Lo que son las cosas, un successo dei primi anni novanta della cantante portoricana Ednita Nazario. Il video viene registrato alla fine del mese di aprile in una lussuosa casa di Città del Messico e viene lanciato nel mese di giugno.
Sempre nel mese di giugno si apprende che Yuridia avrebbe cantato la colonna sonora di un film di Walt Disney. Si tratta della versione messicana della colonna sonora del film Ribelle - The Brave (in Messico il film assume come titolo Valiente). Yuridia canta due canzoni che nella versione messicana s'intitolano Viento y cielo alcanzar e Con toda libertad. Il 15 luglio Yuridia partecipa alla prima proiezione del film a Città del Messico.
Alla fine del 2012 viene lanciato sul mercato una sorta di best of dal titolo Lo esencial de Yuridia, un cofanetto che include tre cd e un DVD. In Messico il disco raggiunge la posizione numero 9 della classifica arrivando a più di 50.000 dischi venduti a meno di un mese dal lancio.
All'inizio del 2013 Yuridia si esibisce in Venezuela. Il 31 marzo dello stesso anno inizia il tour Lo esencial a Mexicali per poi proseguire in varie città messicane e statunitensi. Nel mese di giugno viene lanciata la canzone El alma en pie cantata in duetto con il cantante messicano Yahir, estratto dall'album Zona preferente di quest'ultimo. La chiusura del tour avviene all'Auditorio Nacional di Città del Messico nel mese di marzo del 2014, davanti a 10.000 spettatori.

### 2015-2016: l'album6e i 10 anni di carriera
Nell'aprile del 2015 durante un concerto a Puebla Yuridia accenna di stare lavorando a un nuovo lavoro discografico a Miami con il produttore George Noriega, il quale aveva già collaborato con artisti come Shakira, Ricky Martin, Thalía, Alejandro Sanz e Jennifer Lopez. Nel mese di maggio José Luis Ortega, componente del duo messicano Río Roma, conferma di aver scritto canzoni per il nuovo disco di Yuridia.
Il 26 giugno 2015 viene lanciato il brano Ya es muy tarde, primo singolo dell'album 6, scritta dal sopracitato José Luis Ortega. Il 14 agosto viene lanciato il video della canzone, girato a Città del Messico. Ya es muy tarde riesce a posizionarsi in cima alla classifica iTunes México già dal giorno di uscita. Negli Stati Uniti il brano raggiunge la posizione numero 15 della classifica Latin Pop Songs, restando nel top 100 per tredici settimane.
Il 23 agosto Yuridia canta la canzone Ya te olvidé insieme alla sua collega Danna Paola al termine della rappresentazione del musical Hoy no me puedo levantar (che sancisce l'arrivo del musical a 400.000 spettatori durante la stagione). Inoltre, da sola, Yuridia canta anche la canzone Fallo positivo del gruppo spagnolo Mecano.
Il 9 ottobre viene lanciato l'album 6, sesto album di studio della cantante e terzo album di inediti; contiene tredici tracce inedite, un dvd con versioni dal vivo di canzoni dell'album e alcune cover dal vivo. Il disco è riuscito a entrare direttamente al primo posto della classifica degli album messicani e dopo due settimane conquista il disco d'oro
Il secondo singolo Te equivocaste, scritto sempre da Ortega, viene lanciato il 22 ottobre. Il 6 novembre prende il via il Tour 6 dall'Auditorio Nacional di Città del Messico davanti a 10.000 persone. In quell'occasione Yuridia festeggia i suoi 10 anni di carriera e inoltre le viene consegnata una targa per le alte vendite dell'album 6. Successivamente Yuridia si esibisce in altre località messicane.
Il 17 giugno 2016 Yuridia rende noto tramite Twitter di avere sottoscritto un accordo con l'agenzia di management OcESA Seitrack, una delle agenzie di spettacolo più importanti dell'America Latina. In seguito all'accordo, Yuridia passa ad essere una delle cantanti dell'area di riferimento della tv Televisa per quanto riguarda le attività promozionali.
All'inizio del mese di luglio viene lanciato il terzo singolo Cobarde, arrivando a raggiungere la posizione n. 7 del top 10 messicano Monitor Latino. Il video viene lanciato il 19 agosto in esclusiva sul canale Telehit.
Il 17 settembre 2016 Yuridia si presenta per la settima volta davanti al pubblico dell'Auditorio Nacional di Città del Messico e ancora una volta registra il tutto esaurito. Durante lo show hanno partecipato anche i cantanti Yahir e Maria José. Il 5 ottobre si presenta invece all'Auditorio Benito Juárez di Guadalajara registrando un altro tutto esaurito (12.000 persone). Durante la conferenza stampa, Yuridia annuncia di stare pensando a un disco dal vivo, per il quale gradirebbe molto una collaborazione con Alejandro Fernández e Alejandro Sanz.

## Capacità vocale
Yuridia ha un'estensione vocale di circa quattro ottave. Possiede la tessitura vocale di un mezzosoprano lirico e il suo timbro è unico, riconoscibile e a volte oscuro. Yuridia riesce a dominare generi diversi tra loro come la muisca pop e la musica ranchera. Riesce a gestire varie sfumature e armonie, dando ai brani una grande espressività emotiva sia nei toni gravi sia nei toni acuti mostrando anche una perfetta padronanza sia della tecnica di canto con voce di petto sia quella con voce di testa. Da non dimenticare anche la sua potenza vocale, il suo timbro pulito e la sua versatilità nel vibrato. Il già citato produttore spagnolo Rafael Pérez Botija nel maggio del 2006 ne ha parlato così: "Mi ha ricordato Greta Garbo per il suo fisico e per il modo di stare davanti al pubblico, per la sua serietà. È una di quelle persone che quando salgono sul palcoscenico non puoi fare a meno di continuare a guardarle. La sua voce e la sua presenza sono magnetiche. (..) Mi sembra una voce tremendamente personale e molto piacevole da ascoltare."
Nota più alta cantata finora (voce di fischio): Do7 nella canzone Maldita primavera (dal vivo al tempo de La Academia)
Nota più alta cantata finora (voce di testa): Sib5 nella canzone We are the world (dal vivo)
Nota più alta cantata finora (voce di petto): Fa5 nella canzone Cuando baja la marea (dal vivo)
Nota più bassa cantata finora: Mib3 nelle canzoni Ángel (dal vivo e studio), Detrás de mi ventana (dal vivo), En su lugar (studio)
Nota più lunga cantata finora: 11 secondi nella canzone Peligro (dal vivo e studio)

## Premi
- 22 dischi d'oro in Messico, 3 dischi d'oro negli Stati Uniti
- 2 dischi d'oro in America Centrale per le vendite dei suoi due primi dischi
- 18 dischi di platino in Messico, 2 dischi di platino negli Stati Uniti
- 2 dischi di diamante (l'unica cantante donna ad aver vinto un disco di diamante in Messico negli ultimi quindici anni)
- Premio Oye! 2006 per le vendite
- Premio Billboard 2007 nella categoria Album pop artisti di nuova generazione con l'album La voz de un ángel
- Premio Oye! 2008 come cantante solista femminile dell'anno

## Discografia

### Album
- Primera fila - Desierto (uscito in Messico il 24 novembre 2017)

1. Llévame
2. Ahora entendí
3. En su lugar
4. Medley Polos opuestos/Noche de Copas
5. Señora
6. Te equivocaste (con Malú)
7. La duda
8. Irremediable
9. Como yo nadie te ha amado
10. Amigos no por favor
11. Si quieres verme llorar
12. Cobarde
13. Respóndeme tú (con Pepe Aguilar)
14. Ya te olvidé
15. Que nadie se entere (con Audri Nix)
16. Lo que son las cosas
17. Ángel

- 6 (uscito in Messico il 9 ottobre 2015)

1. Ya es muy tarde
2. No sabía
3. Así se fue
4. Te equivocaste
5. Para decir adiós
6. Cobarde
7. Polos opuestos
8. Deja
9. Mentira
10. Alguna vez
11. Sin la memoria
12. Cómo
13. Se va a terminar

- Lo esencial de Yuridia (uscito in Messico il 1 dicembre 2012)

CD 1
1. Ya te olvidé
2. En su lugar
3. ¿Qué nos pasó? (con Reyli Barba)
4. Como yo nadie te ha amado
5. Todo lo que hago, lo hago por ti
6. Me olvidarás
7. Si no te hubieras ido
8. Estar junto a ti
9. Enamorada y herida
10. Se me va la vida
11. Más de lo que pido
12. Déjame volver contigo
13. Noche de copas
14. Contigo
15. Lo siento mi amor

CD 2
1. Ahora entendí
2. Lo que son las cosas
3. Eclipse total del amor (con Patricio Borghetti)
4. Habla el corazón
5. Señora
6. Otro día más sin verte
7. Quererte a ti
8. Con sólo una mirada
9. Yo por él
10. Todas las noches (con Sonohra)
11. Así fue
12. Regresa a mí
13. Siempre te amaré
14. Pienso en ti
15. Enamorada

CD 3
1. Ángel
2. Irremediable
3. Nuestro amor se ha vuelto ayer (con Victor Manuelle)
4. No me preguntes más
5. Maldita primavera
6. Detrás de mi ventana
7. El hombre del piano
8. Como yo te amo
9. Sobreviviré
10. Si quieres verme llorar
11. En el amor no se manda (con Carlos Rivera)
12. A dónde va el amor
13. La muerte del palomo
14. Peligro
15. Ganas de volar

- Para mí (uscito in Messico il 6 dicembre 2011)

1. Con solo una mirada (cover di Marta Sánchez)
2. Ya te olvidé (cover di Rocío Dúrcal)
3. Pienso en ti (cover di Thalía)
4. A donde va el amor (cover di Ricardo Montaner)
5. Si quieres verme llorar (cover di Lisa López)
6. Enamorada y herida (cover di Marisela)
7. Señora (cover di Scarlett Linares)
8. Noche de copas (cover di María Conchita Alonso)
9. Lo que son las cosas (cover di Ednita Nazario)
10. Quererte a ti (cover di Ángela Carrasco)
11. Bailando sin salir de casa (cover degli Olé Olé)

- Nada es color de rosa (uscito in Messico il 30 settembre 2009)

1. Irremediable
2. Contigo
3. Llévame
4. Un paso más
5. Como la marea
6. Me olvidarás
7. Sin miedo de caer
8. Sobrenatural
9. Todas las noches (in duetto con i Sonohra)
10. Amor en desamor
11. No me preguntes más
12. Me faltas tú (solo su iTunes)

- Yuridia remixes (uscito in Messico il 24 giugno 2008)

1. Ahora entendí (Rocasound Phunk Mix)
2. Ángel (Rocasound Mix)
3. Se me va la vida (Rocasound Mix)
4. Eclipse total del amor (Rocasound Mix)
5. Como yo nadie te ha amado (Rocasound Balearic Version)
6. Yo por él (Rocasound Peaktime Dub)
7. En su lugar (Rocasound Electro Mix)
8. Habla el corazón (Rocasound Mix)
9. Maldita Primavera (Rocasound Bristol Dub)
10. Como yo nadie te ha amado (L.E.X. Reaffirmation Edit)

- Entre mariposas (uscito in Messico il 15 novembre 2007)

1. En su lugar
2. Me pierdo
3. Colgada a ti
4. Ahora entendí
5. Ganas de volar
6. Sin ti
7. Enamorada
8. Más de lo que pido
9. Yo por él
10. Un día más
11. Se me va la vida
12. Ya no

- Habla el corazón (uscito in Messico il 31 ottobre 2006)

1. Siempre te amaré (cover di Sergio Blass, a sua volta versione spagnola di Every breath you take dei Police)
2. Como yo nadie te ha amado (cover dei Bon Jovi a sua volta versione spagnola di This ain't a love song sempre cantata dai Bon Jovi)
3. Habla el corazón (cover dei Roxette a sua volta versione spagnola di Listen to your heart sempre cantata dai Roxette)
4. Otro día más (cover di Jon Secada a sua volta versione spagnola di Just another day sempre cantata da Jon Secada)
5. Todo lo que hago, lo hago por ti (cover di Bryan Adams a sua volta versione spagnola di (Everything I do) I do it for you sempre cantata da Bryan Adams)
6. Eclipse total del amor (cover di Lissette a sua volta versione spagnola di Total eclipse of the heart di Bonnie Tyler) in duetto con Patricio Borghetti
7. Estar junto a ti (versione spagnola di Angel di Sarah McLachlan)
8. Regresa a mí (cover di Toni Braxton a sua volta versione spagnola di Unbreak my heart sempre cantata da Toni Braxton)
9. The rose (cover di Bette Midler, è l'unico brano non in spagnolo dell'album)
10. El hombre del piano (cover di Ana Belén a sua volta versione spagnola di Piano man di Billy Joel)

- La voz de un ángel (uscito in Messico nell'agosto del 2005), viene incluso anche un DVD

1. Ángel (versione spagnola di Angel di Robbie Williams)
2. Ámame (cover di Olga María)
3. Maldita primavera (cover di Yuri, a sua volta versione spagnola di Maledetta primavera di Loretta Goggi)
4. Lo siento mi amor (cover di Lupita D'Alessio)
5. Peligro (cover dei Flans)
6. Detrás de mí ventana (cover di Yuri)
7. Déjame volver contigo (cover di Dulce)
8. Mi forma de ser (cover di Patricia Loaiza)
9. Si no te hubieras ido (cover di Marco Antonio Solís)
10. Mentira (cover di Hernaldo Zúñiga)

### Singoli
- 2017 Amigos no por favor
- 2016 Cobarde
- 2015 Te equivocaste
- 2015 Ya es muy tarde
- 2012 Lo que son las cosas
- 2011 Ya te olvidé
- 2011 No me preguntes más
- 2010 Contigo
- 2010 Me olvidarás
- 2009 Irremediable
- 2008 En su lugar
- 2008 Yo por él
- 2007 Ahora entendí
- 2006 Como yo nadie te ha amado
- 2005 Ángel

## Curiosità
- Ha dichiarato che trasferirsi da Mesa a Città del Messico non è stato facile, anche per via dei problemi di lingua dato che da tempo parlava praticamente solo in inglese e non era più abituata a parlare spagnolo.
- Tra i suoi idoli c'è la cantante italiana Laura Pausini.[25]